# Asamblea de Córdoba de 1919
La Asamblea de Córdoba de 1919 fue una asamblea autonomista de la Junta Liberalista de Andalucía en la que se aboga por la abolición de los poderes centralistas en España y por la creación de una Federación Hispánica. Tuvo lugar el 1 de enero de ese año.
En la asamblea se acordó el Manifiesto andalucista de Córdoba, denominado Manifiesto de la Nacionalidad, que proclama la necesidad de que Andalucía se constituya en una "democracia autónoma" y la llegada de "la hora suprema en que habrá de consumarse definitivamente el acabamiento de la vieja España". Los autores del manifiesto, entre los que se encuentran Blas Infante y varios miembros de los Centros Andaluces, asumen como referencia la constitución de la Asamblea Federalista de Antequera de 1883 y la Asamblea de Ronda de 1918, en la que se proclamó a Andalucía como una "realidad nacional" y "una patria".
El Estatuto de Autonomía de Andalucía se remite a este manifiesto para justificar la expresión realidad nacional que aparece en el preámbulo del mismo. 